# اسپرس کوهی
اسپرس کوهی، اسپرس پشته‌ای (نام علمی: Onobrychis cornuta) نام یک گونه از سرده اسپرس است.